# Закиров, Риваль Салихович
Риваль Салихович Закиров (15 сентября 1939 — 22 ноября 2012) — советский футболист, защитник.
Начинал играть в 1961—1962 годах первенстве КФК за «Сокол» Ташкент. В 1963—1968 годах в составе ташкентского «Пахтакора» провёл 125 матчей, в том числе в 1963, 1965—1968 годах — 100 матчей в чемпионате СССР. Завершал карьеру в 1968—1969 годах в «Целиннике»/«Янгиере».